# Fraile Pintado
Fraile Pintado è un comune (municipio in spagnolo) dell'Argentina, appartenente alla provincia di Jujuy, nel dipartimento di Ledesma. È posto a 91 km dalla capitale provinciale di San Salvador de Jujuy.
In base al censimento del 2001, nel territorio comunale dimorano 13.682 abitanti, con un aumento del 10,25% rispetto al censimento precedente (1991). Di questi abitanti, il 49,64% sono donne e il 50,35% uomini. Nel 2001 la sola città di Fraile Pintado, sede municipale, contava 11.878 abitanti.
L'agglomerato fu fondato nel 1859, ed il suo nome sembra derivare dall'immagine di un frate dipinta su un albero da indigeni (prima del XIX secolo). Le principali attività sono la produzione della canna da zucchero e altri prodotti ortofrutticoli (in passato era chiamata la ciudad tomatera, ossia la città dei pomodori).